# Støren Station
Støren Station (Støren stasjon) er en jernbanestation på Dovrebanen og Rørosbanen, der ligger ved byområdet Støren i Midtre Gauldal kommune i Norge. Stationen består af flere spor, to perroner, en stationsbygning i gulmalet træ og remiser.
Stationen ligger hvor de to baner deles, idet Dovrebanen går mod syd gennem Gudbrandsdalen, mens Rørosbanen går gennem Østerdalen for siden at mødes med Dovrebanen igen i Hamar. Med Dovrebanen er der 501,20 til Oslo S, mens der er 510,37 med Rørosbanen. Mod nord kører togene i begge tilfælde de 52 km ad Dovrebanen til Trondheim.
Stationen åbnede 5. august 1864, da Trondhjem–Størenbanen stod færdig. I 1877 fik Støren forbindelse sydfra med Rørosbanen, og i 1921 kom Dovrebanen til. Samtidig blev banen til Trondheim omstillet fra smalspor til normalspor.
Den første stationsbygning blev opført til åbningen i 1864 efter tegninger af Georg Andreas Bull. Den brændte imidlertid i forbindelse med krigshandlingerne i foråret 1940 og erstattedes af en ny i funkisstil året efter. Stationsbygningen blev forhøjet med en etage og fik desuden en tilbygning mod syd i 1952, hvortil kom en yderligere forhøjelse i syd på 6,5 meter i 1954.